# Сила в единстве
Сила в единстве (груз. ძალა ერთობაშია) — избирательный блок политических партий Грузии, созданный 15 июля 2018 года.

## История
Идея объединения оппозиционных сил в борьбе против правящей партии «Грузинская мечта» принадлежит бывшему президенту Грузии Михаилу Саакашвили. Коалиция «Сила в единстве» создана 15 июля 2018 года перед президентскими выборами в Грузии 2018 года. В коалицию «Сила в единстве» вошли 10 оппозиционных партий, среди которых «Единое национальное движение», «Служи Грузии», «Гражданский альянс для свободы», «Европейские демократы Грузии», «Христианско-консервативная партия», «Государство для народа», «Новая Грузия», «Республиканская партия Грузии», «Грузия среди лидеров» и «Национально-демократическая партия Грузии».
19 июля 2018 коалиция «Сила в единстве» объявила о выдвижении единого кандидата, которым стал Григол Вашадзе.
Коалиция «Сила в единстве» также заявила о своем участии в парламентских выборах 2020 году в качестве избирательного блока, при этом первые три десятка кандидатов партийного списка были укомплектованы с соблюдением принципа паритета.

## Партии коалиции
- «Единое национальное движение»;
- «Служи Грузии»;
- «Гражданский альянс для свободы»;
- «Европейские демократы Грузии»;
- «Христианско-консервативная партия»;
- «Государство для народа»;
- «Новая Грузия»;
- «Республиканская партия Грузии»;
- «Грузия среди лидеров»;
- «Национально-демократическая партия Грузии».